# Torps distrikt, Medelpad
Torps distrikt är ett distrikt i Ånge kommun och Västernorrlands län. Distriktet ligger omkring Ljungaverk, Fränsta och Torpshammar i mellersta Medelpad. 

## Tidigare administrativ tillhörighet
Distriktet inrättades 2016 och utgörs av Torps socken i Ånge kommun.
Området motsvarar den omfattning Torps församling hade 1999/2000.

## Tätorter och småorter
I Torps distrikt finns två tätorter och tre småorter.

### Tätorter
- Fränsta och Ljungaverk
- Torpshammar

### Småorter
- Munkbyn
- Sör-Hångsta
- Viken och Finnsta